# Venezolanische Fußballnationalmannschaft (U-20-Frauen)
Die venezolanische U-20-Fußballnationalmannschaft der Frauen repräsentiert Venezuela im internationalen Frauenfußball. Die Nationalmannschaft untersteht der Federación Venezolana de Fútbol und wird seit November 2019 von Pamela Conti und ihrem Bruder Vincenzo trainiert, die zugleich auch die venezolanische A-Nationalmannschaft der Frauen leiten. Der Spitzname der Mannschaft ist La Vinotinto.
Die Mannschaft tritt bei der Südamerika-Meisterschaft, den Juegos Bolivarianos und der U-20-Weltmeisterschaft für Venezuela an. Nachdem das Team lange zu den weniger erfolgreichen U-20-Nationalmannschaften in Südamerika gezählt hatte, konnte es seit der überraschenden Vize-Südamerikameisterschaft 2015 bei jeder Austragung der Südamerikameisterschaft in die Finalrunde einziehen. Im Jahr 2016 qualifizierte sich die venezolanische U-20-Auswahl zudem erstmals für die U-20-Weltmeisterschaft, schied dort jedoch bereits nach der Vorrunde als Gruppenletzter aus. Bei den Juegos Bolivarianos 2013 gewann Venezuela die Silbermedaille und unterlag im Finale Kolumbien erst im Elfmeterschießen.

## Turnierbilanz

### Weltmeisterschaft
| Jahr   | Gastgeber       | Platzierung        |
| ------ | --------------- | ------------------ |
| 2002   | Kanada          | nicht qualifiziert |
| 2004   | Thailand        | nicht qualifiziert |
| 2006   | Russland        | nicht qualifiziert |
| 2008   | Chile           | nicht qualifiziert |
| 2010   | Deutschland     | nicht qualifiziert |
| 2012   | Japan           | nicht qualifiziert |
| 2014   | Kanada          | nicht qualifiziert |
| 2016   | Papua-Neuguinea | Gruppenphase       |
| 2018   | Frankreich      | nicht qualifiziert |
| 2020 1 | Costa Rica 1    | – 1                |
| 2022   | Costa Rica      | nicht qualifiziert |
| 2024   | Kolumbien       | Gruppenphase       |

### Südamerika-Meisterschaft
| Jahr   | Gastgeber     | Platzierung  |
| ------ | ------------- | ------------ |
| 2004   | Brasilien     | Gruppenphase |
| 2006   | Chile         | Gruppenphase |
| 2008   | Brasilien     | Gruppenphase |
| 2010   | Kolumbien     | Gruppenphase |
| 2012   | Brasilien     | Gruppenphase |
| 2014   | Uruguay       | Gruppenphase |
| 2015   | Brasilien     | 2. Platz     |
| 2018   | Ecuador       | 4. Platz     |
| 2020 2 | Argentinien 2 | – 2          |
| 2022   | Chile         | 4. Platz     |
| 2024   | Ecuador       | 5. Platz     |

### Juegos Bolivarianos
| Jahr | Gastgeber | Platzierung    |
| ---- | --------- | -------------- |
| 2005 | Kolumbien | Gruppenphase 3 |
| 2009 | Bolivien  | 3. Platz 3     |
| 2013 | Peru      | 2. Platz       |
| 2017 | Kolumbien | 3. Platz       |
| 2022 | Kolumbien | 3. Platz       |